# Karl Dominik Albini
Charles Dominique Albini OMI (* 26. November 1790 in Menton an der Côte d’Azur; † 20. Mai 1839 in Vico auf Korsika) war ein Oblate der Makellosen Jungfrau Maria.
Albini stammte aus einer einfachen Bauernfamilie und trat ins Priesterseminar von Nizza ein. Nach seiner Priesterweihe war er in seiner Heimatstadt als Vikar tätig. Er wurde Spiritual im Priesterseminar.
Angezogen vom Lebensstil der Missionare der Provence, die 1816 vom heiligen Eugen von Mazenod gegründet worden waren, begann er 1824 in dieser Gemeinschaft das Noviziat. Er war einige Zeit im von den Oblaten betreuten Seminar von Marseille tätig und führte dort, für die damalige Zeit revolutionär, die Moraltheologie des heiligen Alfons Maria von Liguori ein.
Albini wurde später nach Korsika geschickt, wo er in Ajaccio auf Bitte des dortigen Bischofs Casanelli half das Priesterseminar aufzubauen.
Als 1836 die Oblaten in Vico eine Kommunität von Volksmissionaren gründeten, wurde er zum Superior dieser Kommunität ernannt. In den folgenden Jahren predigte er eine Reihe von Volksmissionen. Seine Predigten sollen oft von wundersamen Begebenheiten begleitet worden sein. Albini starb am 20. Mai 1839.
Der Seligsprechungsprozess ist bis auf ein Wunder, das auf seine Fürsprache gewirkt wurde, abgeschlossen. Albini wird auf Korsika verehrt, so wurde z. B. eine Konfraternität gegründet, die sich dies zur besonderen Aufgabe gemacht hat.